# أوزايورسك (مقاطعة كالينينغراد)
اوزايورسك، كالينينغراد أوبلاست (بالروسية: Озёрск) هي إحدى مدن روسيا في الكيان الفدرالي الروسي كالينينغراد أوبلاست.

## توأمة
لأوزايورسك (كالينينغراد أوبلاست) اتفاقيات توأمة مع:
- متمان

## أعلام
- جوستاف باور
- هانس فريتش